# Чемпионат Европы по спортивному ориентированию на велосипедах

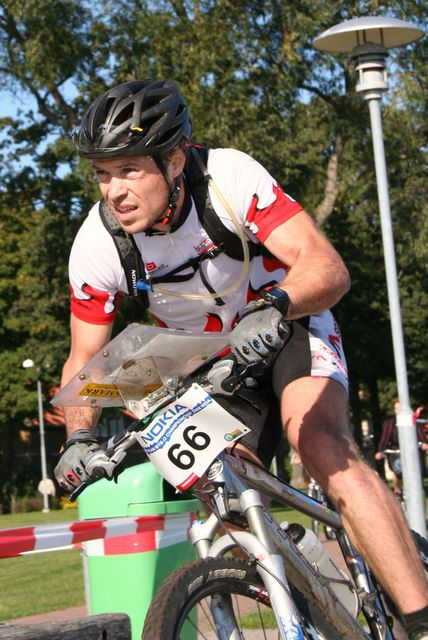
Тобиас Брайтшедель — чемпион Европы 2008 года в спринте

Чемпионат Европы по спортивному ориентированию на велосипедах (англ. European Mountain Bike Orienteering Championships или EMTBOC) — официальные соревнования, проводимые международной федерацией спортивного ориентирования с целью выявления сильнейших велосипедистов-ориентировщиков Европейского континента. В 2011 году чемпионат Европы пройдет в Ленинградской области.

## Формат проведения
Согласно новым правилам проведения соревнований по спортивному ориентированию на велосипедах, вступившим в силу 1 января 2010 года, чемпионат Европы проводится раз в два года, каждый нечетный год (до 2010 года проходил ежегодно).
Продолжительность чемпионата не должна превышать 7 дней, в дисциплине Long (длинная дистанция) возможно проведение квалификационных гонок.
Программа чемпионата включает в себя три индивидуальные дисциплины (спринт, средняя, длинная) и эстафету.

## Места проведения
| Год  | Дата                   | Место проведения               | Примечания  |
| ---- | ---------------------- | ------------------------------ | ----------- |
| 2006 | август 30 — сентябрь 3 | Варшава                        | [ 3 ]       |
| 2007 | июль 4-10              | Кастельфьорентино              |             |
| 2008 | сентябрь 22-27         | Нида                           |             |
| 2009 | июнь 22-28             | Фарум/Копенгаген               | [ 1 ] [ 4 ] |
| 2011 | сентябрь 17-25         | Рощино (Ленинградская область) | [ 1 ]       |
| 2013 |                        | Польша                         | [ 5 ]       |

## Спринт

### Мужчины
| Год  | Золото                 | Серебро         | Бронза                 | Прим.                                       |
| ---- | ---------------------- | --------------- | ---------------------- | ------------------------------------------- |
| 2006 | Беат Шаффнер           | Антон Фолифоров | Матти Кескинаркаус     |                                             |
| 2007 | Lasse Brun Pedersen    | Andreas Rief    | Ярослав Рыгл           | Length: 7000 m — Climb: 100 m — Controls:11 |
| 2008 | Тобиас Брайтшедель     | Тынис Эрм       | Руслан Грицан          | Length: 4,5 km — Controls: 21               |
| 2009 | Руслан Грицан          | Радек Лацига    | Erik Skovgaard Knudsen |                                             |
| 2011 | Erik Skovgaard Knudsen | Иржи Градил     | Jussi Laurila          |                                             |

### Женщины
| Год  | Золото           | Серебро           | Бронза            | Прим.                                       |
| ---- | ---------------- | ----------------- | ----------------- | ------------------------------------------- |
| 2006 | Кристина Шаффнер | Анна Шэлдон       | Надия Микрюкова   |                                             |
| 2007 | Ксения Черных    | Анна Устинова     | Анна Фюзи         | Length: 6800 m — Climb: 100 m — Controls:10 |
| 2008 | Ингрид Стенгорд  | Рамуне Арлаускене | Марика Хара       | Length : 3.7 km — Controls : 18             |
| 2009 | Михаэла Гигон    | Line Pedersen     | Hana La Carbonara |                                             |
| 2011 | Марика Хара      | Гаэль Барле       | Anna Kaminska     |                                             |

## Средняя

### Мужчины
| Год  | Золото                 | Серебро            | Бронза              | Прим.                                      |
| ---- | ---------------------- | ------------------ | ------------------- | ------------------------------------------ |
| 2006 | Матти Кескинаркаус     | Мика Тервала       | Туомо Томпури       |                                            |
| 2007 | Мика Тервала           | Матти Кескинаркаус | Ян Свобода          | Length: 9600 m — Climb: 0 m — Controls: 12 |
| 2008 | Lasse Brun Pedersen    | Тынис Эрм          | Виктор Корчагин     | Length: 12.8 km — Controls: 20             |
| 2009 | Erik Skovgaard Knudsen | Тобиас Брайтшедель | Lasse Brun Pedersen |                                            |
| 2011 | Erik Skovgaard Knudsen | Самули Саарела     | Беат Шаффнер        |                                            |

### Женщины
| Год  | Золото           | Серебро          | Бронза           | Прим.                                     |
| ---- | ---------------- | ---------------- | ---------------- | ----------------------------------------- |
| 2006 | Кристина Шаффнер | Анна Устинова    | Ксения Черных    |                                           |
| 2007 | Пяйви Томмола    | Кристина Шаффнер | Ксения Черных    | Length: 5400 m — Climb: 0 m — Controls: 9 |
| 2008 | Ингрид Стенгорд  | Михаэла Гигон    | Кристина Шаффнер | Length: 9.45 km — Controls: 16            |
| 2009 | Rikke Kornvig    | Ингрид Стенгорд  | Михаэла Гигон    |                                           |
| 2011 | Ингрид Стенгорд  | Марика Хара      | Susanna Laurila  |                                           |

## Длинная

### Мужчины
| Год  | Золото                 | Серебро                | Бронза         | Прим.                                       |
| ---- | ---------------------- | ---------------------- | -------------- | ------------------------------------------- |
| 2006 | Мика Тервала           | Беат Окле              | Реми Жаба      |                                             |
| 2007 | Мика Тервала           | Ярослав Рыгл           | Жереми Гильман | Length: 18800 m — Climb: 0 m — Controls: 21 |
| 2008 | Lasse Brun Pedersen    | Антон Фолифоров        | Руслан Грицан  | Length: 20.9 km — Controls: 29              |
| 2009 | Lasse Brun Pedersen    | Erik Skovgaard Knudsen | Юхо Сааринен   |                                             |
| 2011 | Erik Skovgaard Knudsen | František Bogar        | Marek Pospíšek |                                             |

### Женщины
| Год  | Золото            | Серебро              | Бронза           | Прим.                                       |
| ---- | ----------------- | -------------------- | ---------------- | ------------------------------------------- |
| 2006 | Михаэла Гигон     | Кристина Шаффнер     | Майя Лонг        |                                             |
| 2007 | Пяйви Томмола     | Ксения Черных        | Кристина Шаффнер | Length: 11000 m — Climb: 0 m — Controls: 13 |
| 2008 | Рамуне Арлаускене | Каролина Мицкявичюте | Михаэла Гигон    | Length: 14.87 km — Controls: 21             |
| 2009 | Надия Микрюкова   | Соня Цинкль          | Михаэла Гигон    |                                             |
| 2011 | Марика Хара       | Ингрид Стенгорд      | Rikke Kornvig    |                                             |

## Эстафета

### Мужчины
| Год  | Золото                                                              | Серебро                                                    | Бронза                                                              | Прим. |
| ---- | ------------------------------------------------------------------- | ---------------------------------------------------------- | ------------------------------------------------------------------- | ----- |
| 2006 | Финляндия · Матти Кескинаркаус · Туомо Томпури · Мика Тервала       | Франция · Стефан Туссен · Матьё Бартельми · Жереми Гильман | Чехия · Ctibor Podrabsky[уточнить] · Ярослав Рыгл · Любомир Томечек |       |
| 2007 | Швейцария · Беат Шаффнер · Симон Зегер · Беат Окле                  | Чехия · Мартин Шевчик · Ярослав Рыгл · Любомир Томечек     | Франция · Стефан Туссен · Матьё Бартельми · Жереми Гильман          |       |
| 2008 | Дания · Allan Jensen · Erik Skovgaard Knudsen · Lasse Brun Pedersen | Швейцария · Беат Шаффнер · Симон Зегер · Беат Окле         | Чехия · Радек Лацига · Иржи Градил · Jan Lauerman                   |       |
| 2009 | Дания · Allan Treschow Jensen · Claus Stallknecht · Bjarke Refslund | Эстония · Lauri Malsroos · Margus Hallik · Тынис Эрм       | Россия · Виктор Корчагин · Руслан Грицан · Антон Фолифоров          |       |
| 2011 | Чехия · Радек Лацига · Marek Pospíšek · Иржи Градил                 | Россия · Валерий Глухов · Руслан Грицан · Антон Фолифоров  | Австрия · Andreas Rief · Bernhard Schachinger · Тобиас Брайтшедель  |       |

### Женщины
| Год  | Золото                                                           | Серебро                                                              | Бронза                                                          | Прим. |
| ---- | ---------------------------------------------------------------- | -------------------------------------------------------------------- | --------------------------------------------------------------- | ----- |
| 2006 | Финляндия · Ингрид Стенгорд · Пяйви Томмола · Майя Лонг          | Россия · Надия Микрюкова · Анна Устинова · Ксения Черных             | Чехия · Маркета Якоубова · Михаэла Лацигова · Hana La Carbonara |       |
| 2007 | Франция · Каролин Финанс · Мадлен Каммерер · Орели Балло         | Финляндия · Ингрид Стенгорд · Тайя Яппинен · Пяйви Томмола           | Австрия · Николь Зенфт · Элизабет Хоэнвартер · Михаэла Гигон    |       |
| 2008 | Финляндия · Кирси Корхонен · Марика Хара · Ингрид Стенгорд       | Литва · Вайда Рейнартайте · Рамуне Арлаускене · Каролина Мицкявичюте | Австрия · Элизабет Хоэнвартер · Соня Цинкль · Михаэла Гигон     |       |
| 2009 | Финляндия · Tarja Vesanto · Марика Хара · Ингрид Стенгорд        | Австрия · Элизабет Хоэнвартер · Соня Цинкль · Михаэла Гигон          | Дания · Nina Hoffmann · Line Pedersen · Rikke Kornvig           |       |
| 2011 | Чехия · Barbora Chudíková · Мартина Тиховска · Renata Paulíčková | Россия · Светлана Поверина · Ольга Виноградова · Ксения Черных       | Швейцария · Майя Ротвайлер · Урсина Йегги · Кристина Шаффнер    |       |